# Asesinatos de Kobe
Los Asesinatos de Kobe (a veces llamado Asesinato de los niños de Kobe) (神戸連続児童殺傷事件 Kōbe renzoku Jido sasshō jiken) fueron un par de asesinatos ocurridos en la ciudad de Kobe, Japón, entre el 16 de marzo y el 27 de mayo de 1997. En estos, hubo dos víctimas, Ayaka Yamashita (山下彩花 Yamashita Ayaka) de 10 años, y Jun Hase (土師淳 Hase Jun) de 11 años, que fueron asesinados por un niño de 14 años de edad, quien usaba el alias de Seito Sakakibara (酒鬼薔薇聖斗 Sakakibara Seito).
El autor fue detenido el 28 de junio de 1997, solo buscado por el asesinato de Jun Hase, y más tarde confesó ambos asesinatos. Como delincuente juvenil, fue procesado y condenado como el "Niño A". Su nombre real no ha sido revelado por las autoridades a la prensa, porque la ley japonesa prohíbe la publicación de la identificación de criminales menores de edad, pero en algunas revistas semanales fue revelado su nombre real. A partir del año 2004, el "Niño A" fue puesto en libertad de forma provisional, para después obtener una liberación total, la cual fue anunciada, para llevarse a cabo el 1 de enero de 2005. Los asesinatos y la posterior liberación del autor captaron la atención generalizada de los medios de comunicación y políticos japoneses.

## Los asesinatos
El 27 de mayo de 1997, el personal de la escuela primaria Tainohata encontró una cabeza humana frente a la puerta de la escuela, unas cuantas horas antes de que iniciaran las clases.
El occiso fue identificado como Jun Hase (土師淳), un estudiante de educación especial que tenía 11 años de edad al momento de su muerte. Jun Hase, era alumno en la escuela primaria Tainohata, fue encontrado frente a la puerta de la escuela unas horas antes de que llegaran los alumnos para sus clases. Hase fue decapitado con una sierra de mano, teniendo otras mutilaciones de antes de ser dejado en frente de la escuela, con la intención de que los estudiantes lo descubrieran cuando llegaran por la mañana. Tenía Una nota, escrita en tinta roja, metida en la boca, en la que el asesino se identificaba como "Sakakibara", el contenido de la nota decía:

Este es el principio del juego... Intenten detenerme si pueden, estúpidos policías... Ansío desesperadamente ver morir a la gente, me emociona asesinarlos. Un juicio sangriento es necesario para mis años de amargura.

Además, la nota escrita en japonés poseía algunas palabras en Inglés como: "shooll [sic] killer".
La policía comentó que el estilo de la muerte del niño Hase y la nota, eran una reminiscencia de la serie de asesinatos del asesino del Zodiaco, en la zona de San Francisco durante la década de 1960.
El 6 de junio del mismo año, el diario Kobe Shinbun recibió un misterioso paquete que contenía una carta de 3 páginas escrita con tinta roja, justo como la nota hallada en el cadáver de Jun Hase. Esta vez estaba firmada por "Sakakibara Seito". Esta segunda carta, fue entregada en un sobre marrón con matasellos del 3 de junio, y no tenía remitente o nombre. La carta de 1400 palabras, también escritas en tinta roja, incluían un nombre de seis caracteres japoneses que se pueden pronunciar como "Sakakibara Seito". Los mismos caracteres podían significar cosas tan diversas como: alcohol, diablo, rosa, santo y lucha; estos se utilizaron en el primer mensaje que se insertó en la boca del niño.
Comenzando con la frase:

Ahora, es el comienzo del juego...

El contenido de la carta decía:

Estoy poniendo mi vida en juego por el bien de este juego... si soy atrapado, probablemente me colgarán... la policía debe estar más enojada y serán más tenaces en la búsqueda de mí persona... solo cuando yo mato es que soy liberado del odio constante que sufro y que soy capaz de alcanzar la paz. Es solo cuando le doy dolor a las personas que puedo aliviar mi propio dolor.

La carta también arremetió contra el sistema educativo japonés, al cual calificó como "la enseñanza obligatoria que me formó, como una persona invisible".
La presencia de un posible asesino serial provocó que un pánico generalizado se expandiera por Japón, incluso los medios emitieron los primeros reportes con un nombre erróneo, llamando al responsable "Onibara", lo cual produjo el enojo del responsable.
Al descubrir este nuevo apodo, que se traduciría como "La rosa del demonio", el asesino estalló en cólera, y mandó una nueva carta a la estación donde emitieron el mensaje, esta vez con amenazas más directas. Esta carta decía:

De ahora en adelante, si dicen mal mi nombre o molestan mi ánimo, mataré a tres vegetales por semana... Si piensan que sólo puedo matar niños, están en un gran error.

El asesino al hablar de vegetales, se refería a seres humanos, esto provocó que el miedo de la población local creciera.

## Captura
El 28 de junio de 1997, la policía arrestó a un probable responsable del asesinato de Jun Hase, y para la sorpresa de muchos, el sospechoso solo tenía 14 años, Seito Sakakibara, cuyo nombre real no revelaron las autoridades, admitió haber asesinado a Jun Hase.
El asesino de 14 años de edad, era estudiante de secundaria, y fue detenido como sospechoso en el asesinato de Jun Hase, Poco después de su detención, el "Niño A" también confesó el asesinato de una niña de 10 años de edad, llamada Ayaka Yamashita (山下彩花 Yamashita Ayaka) el 16 de marzo, así como los ataques de otras tres chicas alrededor de la misma fecha. Después del ataque del 16 de marzo, escribió en su diario: "Hoy yo llevaba a cabo experimentos sagrados para confirmar cómo los seres humanos son frágiles... llevé el martillo cuando la chica se volvió hacia mí, creo que la golpee unas pocas veces, pero yo estaba demasiado excitado para recordarlo". La semana siguiente, el 23 de marzo, agregó: "Esta mañana mi madre me dijo: "Pobre chica la que atacaron, parece haber muerto". No hay ninguna señal de que yo pueda ser capturado... Muchas gracias, "Bamoidōkishin", por esto... Por favor continua protegiéndome".

## Consecuencias y controversia
Después de los asesinatos, el político japonés Shizuka Kamei hizo un llamado para restringir y censurar los contenidos objetables, declarando: "Las películas que carecen de cualquier valor literario o educativo que se hicieron solo para mostrar escenas crueles... Los adultos deben ser culpados por esto", y que "el incidente da a los adultos la oportunidad de reconsiderar la política de restricciones autoimpuestas en estas películas y si deben permitir que estas existan solo porque son rentables".
En el año 2000, la Dieta de Japón redujo la edad de responsabilidad penal de 16 a 14 años. Sin embargo, a raíz de los incidentes del 1 de junio de 2004, con el asesinato de Satomi Mitarai a manos de la llamada "Niña A" (Nevada-tan) de tan solo 11 años de edad, ha habido discusión sobre la necesidad de una nueva revisión a esta edad.
Después de permanecer detenido varios años, finalmente el asesino fue liberado el 11 de marzo de 2004, en un acto sin precedentes. El Ministerio de Justicia japonés anunció que Sakakibara, para ese momento de 21 años de edad, sería liberado de forma provisional; con una liberación completa planeada a partir del 1 de enero de 2005. Los críticos de este hecho han denunciado los acontecimientos (desde que el gobierno tomó la inusual decisión de notificar al público sobre tal liberación) argumentando que este probablemente no era apto para la liberación, y debía ser trasladado a la prisión.
Como consecuencia de la radical detención de Nevada-tan, tres meses más tarde, se exacerbó aún más esta crítica.
Debido a la gravedad de los delitos, y el hecho de que habían sido cometidos por un menor de edad, su nombre y su nueva residencia, en la actualidad siguen siendo un secreto protegido. Sin embargo, su nombre real se ha distribuido a través de Internet, desde el 29 de junio de 1997, según el periodista Fumihiko Takayama.
Tiempo después de ser internado en un hospital psiquiátrico y salir bajo libertad condicional escribió un libro en el que narraba  como había cometido los crímenes, muchas personas estuvieron en contra de la publicación del libro pero a pesar de esto fue publicado y fue un total éxito, tuvo miles de ventas , poco después de la comercialización de este libro una copia fue enviada a cada uno de los familiares de las víctimas con una carta adjunta de sakakibara, una carta de “disculpas”
Un número de personas, incluyendo a Shojiro Goto (un abogado que se ocupó de muchos casos de falsa acusación), Hidehiko Kumagai y Nobuyoshi Iwata (exdirectora de la escuela secundaria a la que asistió el Niño A), insisten en que el Niño A fue acusado injustamente y señalan las contradicciones en las declaraciones de las autoridades investigadoras, siendo algunas por ejemplo:
- Los investigadores de la policía dijeron que uno de los asesinatos fue hecho por una persona zurda: Pero el Niño A es diestro.

- La confesión del Niño A contenía muchas declaraciones absurdas y reivindicaciones de cosas que serían imposibles de hacer para un niño de solo 14 años de edad.

- El Niño A tenía malas notas, y sin embargo su confesión y cartas eran complejas (además de bastante crípticos) y contenían muchas figuras elaboradas de expresiones y símiles.

En el año 2002, la madre del Niño A lo visitó en la cárcel y le preguntó si realmente había cometido los crímenes. Este le afirmó a ella que efectivamente había cometido los asesinatos.